# Wólka (gmina)
Wólka (hist. gmina Wólka Tatarska, gmina Wólka Lubelska) – gmina wiejska w województwie lubelskim, w powiecie lubelskim. W latach 1975–1998 gmina położona była w województwie lubelskim. Stanowi część aglomeracji lubelskiej zgodnie z koncepcją P. Swianiewicza i U. Klimskiej.

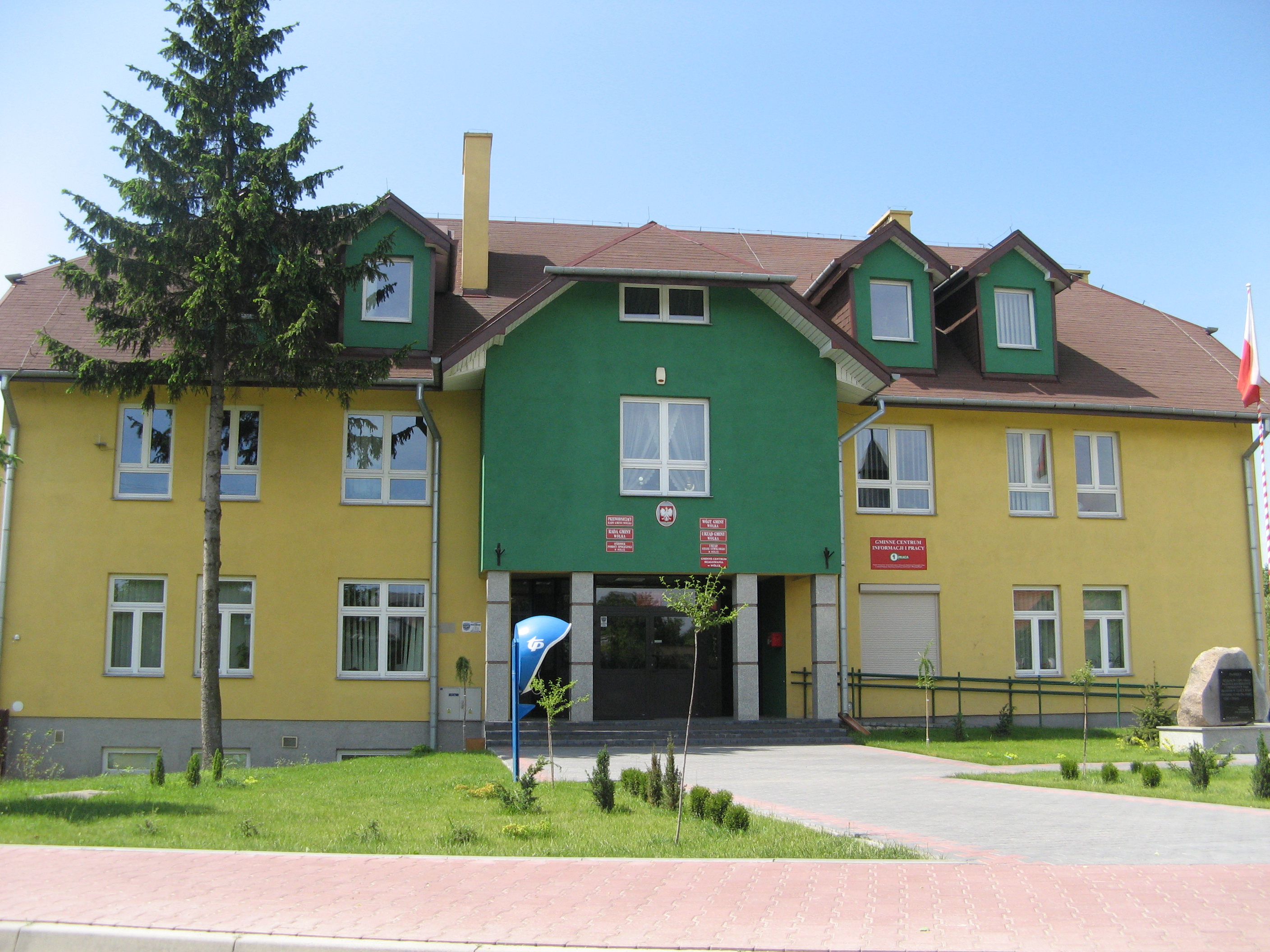
Siedziba Urzędu Gminy Wólka, Jakubowice Murowane

Od 30 grudnia 1999 siedzibą władz gminy są Jakubowice Murowane. Siedziba została przeniesiona z Wólki. Jakubowice Murowane są najbliżej położoną siedzibą gminy wobec zarówno miasta powiatowego jak i wojewódzkiego w województwie lubelskim (poza siedzibami znajdującymi się w tych miastach).
Gmina Wólka jest gminą wiejską o największej gęstości zaludnienia w województwie lubelskim.
Według danych z grudnia 2014 gminę zamieszkiwało 11 126 osób.

## Struktura powierzchni
Według danych z 2013 r. gmina Wólka ma obszar 72,65 km², w tym:
- użytki rolne: 77%
- użytki leśne: 14%

Gmina stanowi 4,33% powierzchni powiatu.

## Demografia

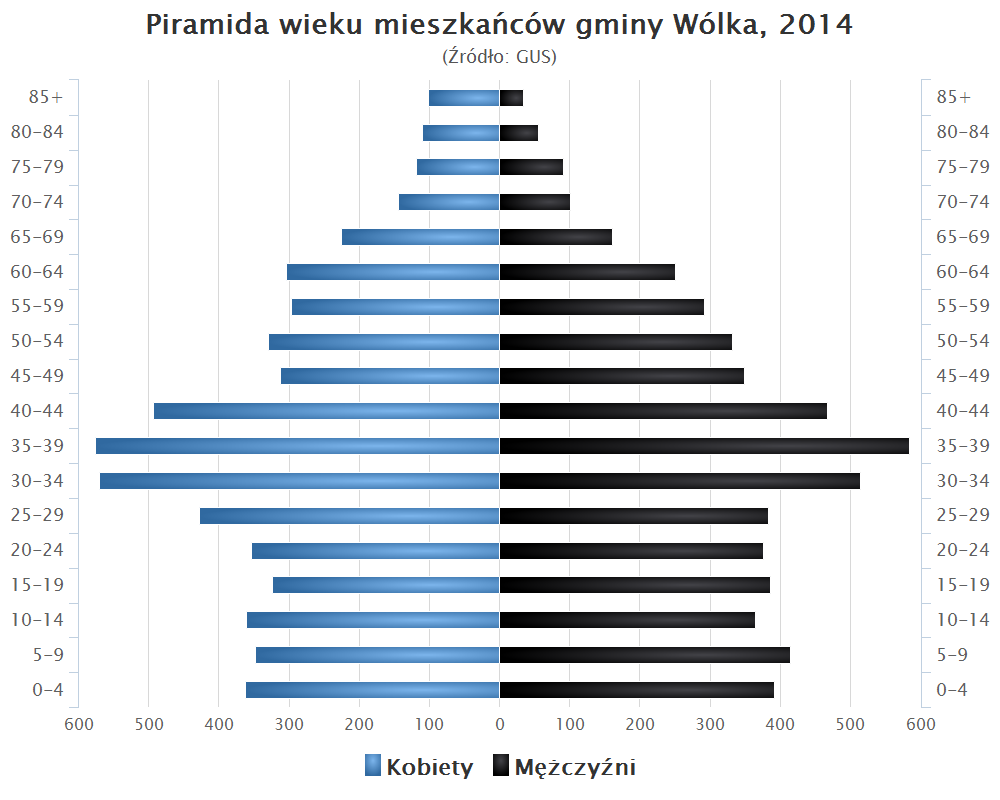
Piramida wieku mieszkańców gminy Wólka w 2014 roku

Dane z 31 grudnia 2014

| Opis                              | Ogółem | Ogółem | Kobiety | Kobiety | Mężczyźni | Mężczyźni |
| --------------------------------- | ------ | ------ | ------- | ------- | --------- | --------- |
| jednostka                         | osób   | %      | osób    | %       | osób      | %         |
| populacja                         | 11126  | 100    | 5674    | 51      | 5452      | 49        |
| gęstość zaludnienia (mieszk./km²) | 153,1  | 153,1  | 78,1    | 78,1    | 75,0      | 75,0      |

## Sołectwa
Biskupie-Kolonia, Bystrzyca, Długie, Jakubowice Murowane, Kolonia Pliszczyn, Kolonia Świdnik Mały, Łuszczów Drugi, Łuszczów Pierwszy, Łysaków, Pliszczyn, Rudnik, Sobianowice, Świdniczek, Świdnik Duży (sołectwa: Świdnik Duży Pierwszy i Świdnik Duży Drugi), Świdnik Mały, Turka, Turka os. Borek, Wólka.

## Sąsiednie gminy
Lublin, Łęczna, Mełgiew, Niemce, Spiczyn, Świdnik